# Au cours de musique
Pour plus de détails, voir Fiche technique et Distribution.
Au cours de musique est un documentaire français réalisé par Marie-Claude Treilhou, sorti en 2000.

## Synopsis
Édouard Exerjean enseigne le piano au conservatoire du 13e arrondissement de Paris. Attaché à la rigueur inhérente à la pratique de l'instrument, il parvient à transmettre sa passion.

## Fiche technique
- Titre : Au cours de musique
- Réalisation : Marie-Claude Treilhou
- Société de production : Films de la Boissière
- Durée : 54 min
- Genre : documentaire